# The Radio Dept.
I The Radio Dept. sono un gruppo musicale svedese, formatosi a Lund nel 1995.

## Formazione

### Formazione attuale
- Johan Duncanson (1995-oggi)
- Martin Larsson (1998-oggi)
- Daniel Tjäder (2001-oggi)

### Ex componenti
- Elin Almered (1995-?)
- Lisa Carlberg (2001-2005)
- Per Blomgren (2001-2003)

## Discografia

### Album studio
- 2003 - Lesser Matters (Labrador)
- 2006 - Pet Grief (Labrador)
- 2010 - Clinging to a Scheme (Labrador)
- 2016 - Running Out of Love (Labrador)[1]
- 2019 - I Don't Need Love, I've Got My Band

### Raccolte
- 2011 - Passive Aggressive: Singles 2002-2010